# سوپر جام فوتبال برزیل
سوپر جام فوتبال برزیل یک جام فوتبال در برزیل است که توسط فدراسیون فوتبال برزیل (CBF) برگزار می‌شود. این مسابقه بین قهرمان سری آ برزیل و قهرمان جام حذفی برزیل برگزار می‌شود. اگر یک باشگاه همزمان قهرمان لیگ و جام حذفی شود، حریفش نایب قهرمان سری آ برزیل خواهد بود. 

## قهرمانان
| باشگاه         | قهرمان | سال              |
| -------------- | ------ | ---------------- |
| فلامینگو       | ۳      | ۲۰۲۰، ۲۰۲۱، ۲۰۲۵ |
| پالمیراس       | ۱      | ۲۰۲۳             |
| گرمیو          | ۱      | ۱۹۹۰             |
| کورینتیانس     | ۱      | ۱۹۹۱             |
| اتلتیکو مینیرو | ۱      | ۲۰۲۲             |
| سائو پائولو    | ۱      | ۲۰۲۴             |